# تپه قخ بولاغ ۴
تپه قخ بولاغ ۴ مربوط به هزاره اول قبل از میلاد - دوره اشکانیان - دوره ساسانیان است و در شهرستان مراغه، بخش مرکزی، دهستان سراجوی شمالی، ۹۵۰ متری روستای گل تپه واقع شده و این اثر در تاریخ ۲۷ اسفند ۱۳۸۶ با شمارهٔ ثبت ۲۲۷۳۹ به‌عنوان یکی از آثار ملی ایران به ثبت رسیده است.